# Первомайске
Первомайске (на украински: Первомайське) е селище от градски тип в Южна Украйна, Жовтнев район на Николаевска област. Населението му е около 1200 души.